# 那布·舒玛·乌金二世
那布·舒玛·乌金二世（公元前732年在位）（英語：Nabu-suma-ukin II），是巴比伦的国王之一。于亚述人的支持下发动事变推翻前任君主那布·那丁·泽瑞而获得君位。在位仅数天即遭废黜，其事于托勒密的著述中无载。由那布·穆金·泽瑞继任君位。